# Jan Wayne
Jan Wayne, właściwie Jan Christiansen. (ur. 11 stycznia 1974 w Husum) – niemiecki DJ i producent elektronicznej muzyki tanecznej, znany głównie jako twórca remiksów.

## Dyskografia

### Albumy
- 2002 – Back Again
- 2003 – Gonna Move Ya

### Single
- 2001 – Total Eclipse of the Heart
- 2002 – Because the Night
- 2002 – Only You
- 2002 – More Than a Feeling
- 2003 – Love Is a Soldier
- 2003 – 1,2,3 (Keep the Spirit Alive)
- 2004 – Here I Am (Send Me an Angel)
- 2005 – Mad World
- 2006 – Time to Fly
- 2006 – All Over the World
- 2007 – Time Stood Still
- 2007 – I Touch Myself
- 2007 – She's Like the Wind
- 2008 – Numb, Numb Remixe, Numb – The New Mixes – Jan Wayne vs. Raindropz!
- 2009 – Wherever You Will Go
- 2010 – L Amour Toujours – Jan Wayne presents Marco Love and DVZ